# Eddie Hopkinson
Eddie Hopkinson (ur. 29 października 1935 w Wheatley Hil; zm. 25 kwietnia 2004 w Royton, Lancashire) – piłkarz angielski, bramkarz.
Początkowo Hopkison grał w krykieta. Karierę piłkarską rozpoczął jako pomocnik, a następnie został bramkarzem. W wieku 16 lat reprezentował swoje hrabstwo Lancashire. Jako amatorski piłkarz w sezonie 1951/1952 rozegrał trzy spotkania w Third Division North dla Oldham Athletic. Następnie przeszedł do Boltonu Wanderers.
Przez kilka lat grał w rezerwach swojego zespołu. W 1956 roku, po służbie w Royal Air Force zadebiutował w pierwszym zespole, w meczu z Blackpool. Później rozegrał także sześć meczów w reprezentacji Anglii do lat 23, a w 1957 roku po raz pierwszy zagrał w seniorskiej kadrze, w meczu z Walią. Hopkinson był podstawowym bramkarzem reprezentacji, jednak po przegranej 0:5 z Jugosławią stracił miejsce w składzie na rzecz Colina McDonalda. Mimo iż pojechał na mistrzostwa świata w 1958 roku, to nie zagrał w żadnym z czterech meczów. Do reprezentacji powrócił rok później i rozegrał w niej ostatecznie 14 spotkań.
W Boltonie rozegrał 519 meczów ligowych. Uczestniczył w 1958 roku w finałowym meczu Pucharu Anglii, wygranym z Manchesterem United 2:0.
Po zakończeniu kariery w 1969 roku, Hopkinson był członkiem sztabu szkoleniowego zespołu. W 1974 roku trafił do Stockport County, gdzie był asystentem trenera, a jego syn Paul bramkarzem. W następnym sezonie powrócił do Boltonu, a następnie pracował w branży chemicznej.